# فرنچ افیر
فِرِنچ افِیر (به انگلیسی: French Affair) یک گروه موسیقی دنس پاپ آلمانی-فرانسوی است که بیشترین محبوبیت خود را در کشورهای آلمانی زبان به دست آورده است. این گروه که در سال ۱۹۹۹ تأسیس شد در فاصله سال‌های ۲۰۰۰ تا ۲۰۰۳ توانست آهنگ‌های موفقی را ارائه کند.

## آلبوم‌ها
- Desire ٬ سال ۲۰۰۰
- Rendezvous ٬ سال ۲۰۰۶
- Belle Epoque ٬ سال ۲۰۰۸